# Tadeusz Wydra

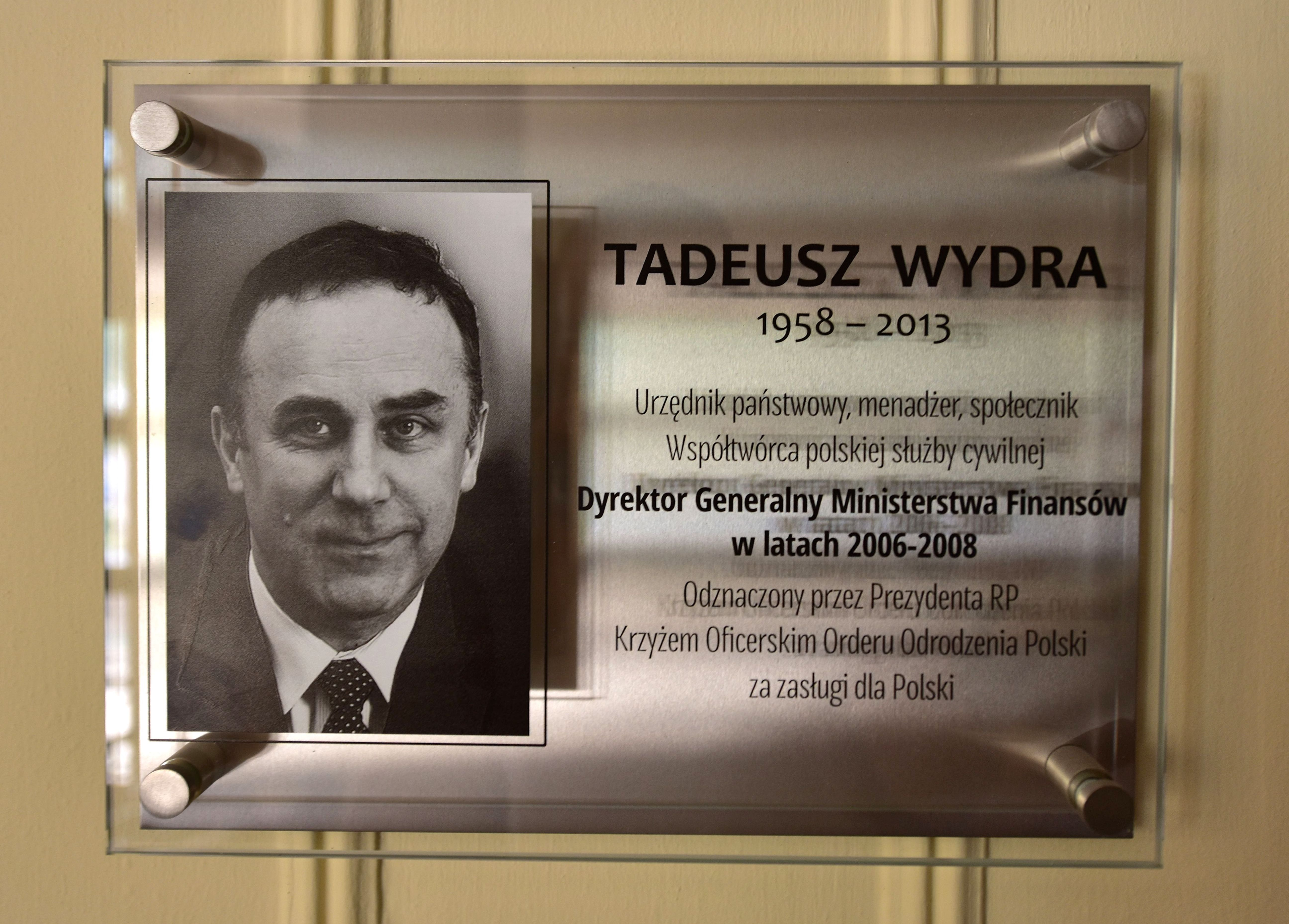
Tablica pamiątkowa w gmachu Ministerstwa Finansów

Tadeusz Wydra (ur. 8 czerwca 1958 w Radomiu, zm. 25 marca 2013 w Warszawie) – polski urzędnik państwowy, samorządowiec, działacz społeczny.

## Życiorys
Był absolwentem Zespołu Szkół Elektronicznych w Radomiu oraz Wydziału Transportu Wyższej Szkoły Inżynierskiej w Radomiu. Ukończył również studia podyplomowe na Wydziale Prawa i Administracji Uniwersytetu Warszawskiego oraz Wydziale Geodezji i Kartografii Politechniki Warszawskiej.
W młodości był sportowcem, zawodnikiem drużyny siatkarskiej w klubie Czarni Radom. Rozpoczął grę jako reprezentant tej drużyny w trakcie szkoły średniej, a potem kontynuował w czasie studiów.
Pracował w dziale łączności i automatyki PKP, był także nauczycielem w Zespole Szkół Elektronicznych w Radomiu, a następnie od początku lat 90 do 1996 dyrektorem Urzędu Wojewódzkiego w Radomiu. W latach 1997–1999 jako prezes zarządu kierował Miejską Agencją Rozwoju Radom 2001. Był radnym rady miasta Radomia I kadencji, zaś w 1998 uzyskał z listy AWS mandat radnego sejmiku województwa mazowieckiego I kadencji. Z tego drugiego zrezygnował po kilku miesiącach w związku z powołaniem na stanowisko dyrektora generalnego Mazowieckiego Urzędu Wojewódzkiego. Od 2002 do 2004 był dyrektorem Departamentu Zarządzania Kadrami w Urzędzie Służby Cywilnej, a w latach 2004–2006 vice-prezesem w spółce Polskich Sieci Elektroenergetycznych w Warszawie, tj. PSE Operator i PSE Serwis. W 2006 objął stanowisko dyrektora generalnego Ministerstwa Finansów, potem dyrektora generalnego Generalnej Dyrekcji Dróg Krajowych i Autostrad, a w 2008 został dyrektorem Biura Prezydialnego Urzędu Dozoru Technicznego.
Był także działaczem społecznym. W okresie stanu wojennego współpracował z Biskupim Komitetem Pomocy Osobom Internowanym i Więzionym za Przekonania. Działał także w organizacjach katolickich (KIK, Stowarzyszenie Rodzin Katolickich Diecezji Radomskiej) i w Stowarzyszeniu „Inicjatywa”. W 1989 wstąpił do lokalnego Komitetu Obywatelskiego. Pod koniec lat 90. udzielał się jako doradca sejmowej Komisji Administracji i Spraw Wewnętrznych. Działał na rzecz uruchomienia w Radomiu Centrum Przetwarzania Danych dla Ministerstwa Finansów.
Przez ostatnie kilka lat życia chorował, zmarł 25 marca 2013 w Warszawie. Uroczystości pogrzebowe odbyły się w radomskiej Katedrze Opieki Najświętszej Marii Panny w Radomiu. Został pochowany na cmentarzu rzymskokatolickim w Radomiu przy ul. Limanowskiego.
Tadeusz Wydra był żonaty, miał dwóch synów.

## Odznaczenia
Tadeusz Wydra, za wybitne osiągnięcia w służbie państwu i społeczeństwu, za zasługi w działalności na rzecz społeczności lokalnej i pomoc potrzebującym, został pośmiertnie przez prezydenta Bronisława Komorowskiego odznaczony Krzyżem Oficerskim Orderu Odrodzenia Polski.
Upełnomocniona przez Prezesa Urzędu Dozoru Technicznego Kapituła w 2013 uhonorowała Tadeusza Wydrę, Dyrektora Biura Prezydialnego, Odznaką Zasłużony dla dozoru technicznego.

## Upamiętnienie
- Tablica pamiątkowa w gmachu Ministerstwa Finansów.
- Tablica pamiątkowa w dawnym gmachu Urzędu Wojewódzkiego w Radomiu (Pałac Sandomierski w Radomiu)[12].
- Książka "Księga Wspomnień Tadeusz Wydra"[13]